# Przedmieście (Dynów)
Przedmieście, dawn. Przedmieście Dynowskie – część miasta Dynów w Polsce położona w województwie podkarpackim, w powiecie rzeszowskim. Rozpościera się wzdłuż obecnej ulicy Sikorskiego, na północny zachód od centrum Dynowa.

## Historia
W II RP Przedmieście Dynowskie przynależało do woj. lwowskiego i powiatu brzozowskiego. Do 1934 roku była to gmina jednostkowa, którą 1 sierpnia 1934 zniesiono, włączając do nowo utworzonej gminy Dynów. 17 września 1934 weszło w skład nowo utworzonej gromady o nazwie Przedmieście Dynowskie (w gminie Dynów), składającej się z miejscowości Przedmieście Dynowskie i Igjoza.
Podczas II wojny światowej włączone do Generalnego Gubernatorstwa (dystrykt krakowski, Landkreis Krosno, gmina Dynów). W 1943 liczba mieszkańców wynosiła 1631.
Po wojnie w województwa rzeszowskim w reaktywowanym powiecie brzozowskim. 1 kwietnia 1946 miejscowości Dynów i Przedmieście Dynowskie wyłączono z gminy wiejskiej Dynów, tworząc z nich nową gminę Dynów, którą równocześnie zaliczono do rzędu miast. W związku z tym Przedmieście Dynowskie stało się obszarem miejskim.